# Ariel V
Ariel V était un télescope spatial anglo-américain destiné à l'observation du ciel dans le domaine des rayons X. Il a été envoyé le 15 octobre 1974 de la plateforme San Marco, située dans l'océan Indien, et a été actif jusqu'en 1980.